# Uncispora harroldiae
Uncispora harroldiae är en svampart som beskrevs av R.C. Sinclair & Morgan-Jones 1979. Uncispora harroldiae ingår i släktet Uncispora, divisionen sporsäcksvampar och riket svampar.   Inga underarter finns listade i Catalogue of Life.